# Bojarzy putni
Bojarzy putni – grupa społeczna zamieszkująca obszar Wielkiego Księstwa Litewskiego i I Rzeczypospolitej, wywodząca się ze szlachty, lecz z czasem ulegająca degradacji społecznej, stąd zaliczana bądź do szlachty, bądź do grupy wolnych chłopów.
Zamieszkiwali tereny pograniczne pomiędzy Koroną a Litwą, zajmując na Podlasiu wsie w pobliżu dawnych grodów. Głównym ich zajęciem była służba wojskowa. O ich niskim stanowisku społecznym świadczy fakt, że podlegali żydowskim arendarzom. Przełomowy w tym względzie był początek XVI w., kiedy służba jako wojskowych lub posłańców, została zastąpiona opodatkowaniem, co skutkowało upodabnianiem się do stanu chłopskiego. Znani przede wszystkim na Podlasiu, byli też obecni na terenie Ukrainy.